# Ленчна (гміна)
Гміна Ленчна (пол. Gmina Łęczna) — місько-сільська гміна у східній Польщі. Належить до Ленчинського повіту Люблінського воєводства.
Станом на 31 грудня 2011 у гміні проживало 24442 особи.

## Площа
Згідно з даними за 2007 рік площа гміни становила 74.90 км², у тому числі:
- орні землі: 82.00%
- ліси: 4.00%

Таким чином, площа гміни становить 11.82% площі повіту.

## Населення
Станом на 31 грудня 2011:
| Опис     | Загалом | Загалом | Чоловіки | Чоловіки | Жінки | Жінки |
| -------- | ------- | ------- | -------- | -------- | ----- | ----- |
| одиниця  | осіб    | %       | осіб     | %        | осіб  | %     |
| все      | 24442   | 100     | 12001    | 49.10    | 12441 | 50.90 |
| міське   | 20494   | 100     | 10061    | 49.09    | 10433 | 50.91 |
| сільське | 3948    | 100     | 1940     | 49.14    | 2008  | 50.86 |

## Сусідні гміни
Гміна Ленчна межує з такими гмінами: Людвін, Мелґев, Мілеюв, Пухачув, Спічин, Вулька.